# Men Boxing
Pour plus de détails, voir Fiche technique et Distribution.
Men Boxing est un essai américain réalisé par William Kennedy Laurie Dickson en 1891, non présenté au public.
Ce film est un des essais de la première caméra argentique de cinéma à défilement linéaire horizontal, la caméra Kinétographe, de format 19 mm de large, à six perforations rectangulaires arrondies en bas de chaque photogramme à la forme circulaire (diamètre d'environ 12 mm), conçue par Dickson et Heise à partir des croquis d'Edison.

## Synopsis
Quelques mouvements de gants de deux adversaires amusés.

## Fiche technique
- Titre : Men Boxing
- Réalisation : William Kennedy Laurie Dickson
- Production : Laboratoires Edison
- Photographie : William Heise
- Durée : 5 secondes restantes
- Format : 19 mm à 6 perforations rectangulaires arrondies en bas de chaque photogramme, noir et blanc, muet
- Pays de production :  États-Unis
- Date : 1891

## Analyse
Ce film expérimental est l'un des premiers films tournés sur pellicule en celluloïd avec Dickson Greeting et Newark Athlete (with Indian Clubs) ; il ne reste de ces films que quelques secondes sur une durée initiale supposée d'une dizaine de secondes ou plus.